# Schlagzwang
Schlagzwang ist die in verschiedenen Brettspielen bestehende Regel, dass der Spieler am Zug einen gegnerischen Spielstein schlagen muss, wenn es nach den Spielregeln möglich ist. Schlagzwang besteht beispielsweise beim klassischen Damespiel und bei Räuberschach. Bei verschiedenen Varianten des Brettspiels Fuchs und Gänse gilt teilweise ein regelbedingt einseitiger Schlagzwang für die „Fuchs“-Seite.
Bestehen mehrere Schlagmöglichkeiten auf einmal, darf der Spieler üblicherweise frei entscheiden, welche er wahrnimmt. Bei der Türkischen Dame und der Italienischen Dame muss dagegen anders als bei den meisten anderen Damevarianten immer der Zug gewählt werden, bei dem die meisten Steine geschlagen werden.
Bei Spielen wie dem klassischen Schach, Backgammon oder auch Mensch ärgere dich nicht herrscht dagegen kein Schlagzwang. Ein gegnerischer Spielstein muss nicht geschlagen werden, auch wenn dies möglich ist. 

## Belege
1. ↑  Dame, Regelwerk auf brettspielnetz.de; abgerufen am 3. Februar 2020.
2. ↑  Räuberschach. schulschach-pfalz.de, abgerufen am 3. Februar 2020.
3. ↑  Andreas Zautner: Fuchs und Gänse - Reftafl. leikmot.net, abgerufen am 4. Februar 2020.
4. ↑  Turkish Checkers (Draughts) In: Brian Burns (Hrsg.): The Encyclopedia of Games. Brown Packaging Books, 1998; S. 159.
5. ↑  Italian Checkers (Draughts) In: Brian Burns (Hrsg.): The Encyclopedia of Games. Brown Packaging Books, 1998; S. 155–156.